# Keiseromyia polyphragma
Keiseromyia polyphragma är en tvåvingeart som beskrevs av Alexander 1963. Keiseromyia polyphragma ingår i släktet Keiseromyia och familjen storharkrankar.
Artens utbredningsområde är Madagaskar. Inga underarter finns listade i Catalogue of Life.